# Josep Vendrell Gardeñes
Josep Vendrell Gardeñes (Camarasa, 11 de julio de 1968) es un político, historiador y geógrafo español, miembro de Esquerra Verda y Sumar. Fue presidente del gabinete de las vicepresidencias ocupadas por Yolanda Díaz entre 2020 y 2023. Fue diputado en el Parlamento de Cataluña entre 2011 y 2015, y en el Congreso entre 2016 y 2019. En 2024 fue nombrado secretario de Territorio y Plurinacionalidad de Sumar.

## Biografía
Se licenció en Historia Contemporánea por la Universidad de Barcelona (1991) y posee un máster en Políticas Públicas y Sociales por la Universidad Pompeu Fabra (2002).
Se afilió al Partido Socialista Unificado de Cataluña (PSUC) en 1986. Fue responsable de servicios de la Unión Intercomarcal de las Tierras de Lleida de CCOO (1989-1990) y responsable de organización de la Joventut Comunista de Catalunya (JCC) (1990). Desde 1991 hasta 1996 fue coordinador Nacional de Jóvenes con Iniciativa.
Desde 1996 hasta 2003 ocupó diferentes responsabilidades en ICV: responsable de las Relaciones Internacionales y responsable de Comunicación. De 2003 a abril de 2006 fue jefe de gabinete del consejero Joan Saura, en el Departamento de Relaciones Institucionales y Participación de la Generalidad de Cataluña. De 2006 a 2010 fue Secretario de Relaciones Institucionales y Participación del Departamento de Interior.
Diputado en el Parlamento desde noviembre de 2011, cuando Laia Ortiz abandonó su escaño para ser diputada en el Congreso. También es miembro de la Comisión Ejecutiva de ICV. Vendrell se presentó como número diez de la coalición de izquierdas Catalunya Sí que es Pot en la lista de la circunscripción de Barcelona en las elecciones catalanas de 2015, y fue el candidato de ICV a la coalición de izquierdas En Comú Podem para las elecciones generales del mismo año logrando acta de diputado. Renovó su acta en las elecciones generales de 2016, abandonando el Parlamento nacional tras finalizar la XII legislatura.
En junio de 2019 fue nombrado coordinador del Grupo Parlamentario de En Comú Podem en el Parlamento de Cataluña.
En abril de 2021, la vicepresidenta tercera y ministra de Trabajo, Yolanda Díaz, le nombró jefe de su gabinete.